# گراور واشینگتن جونیور

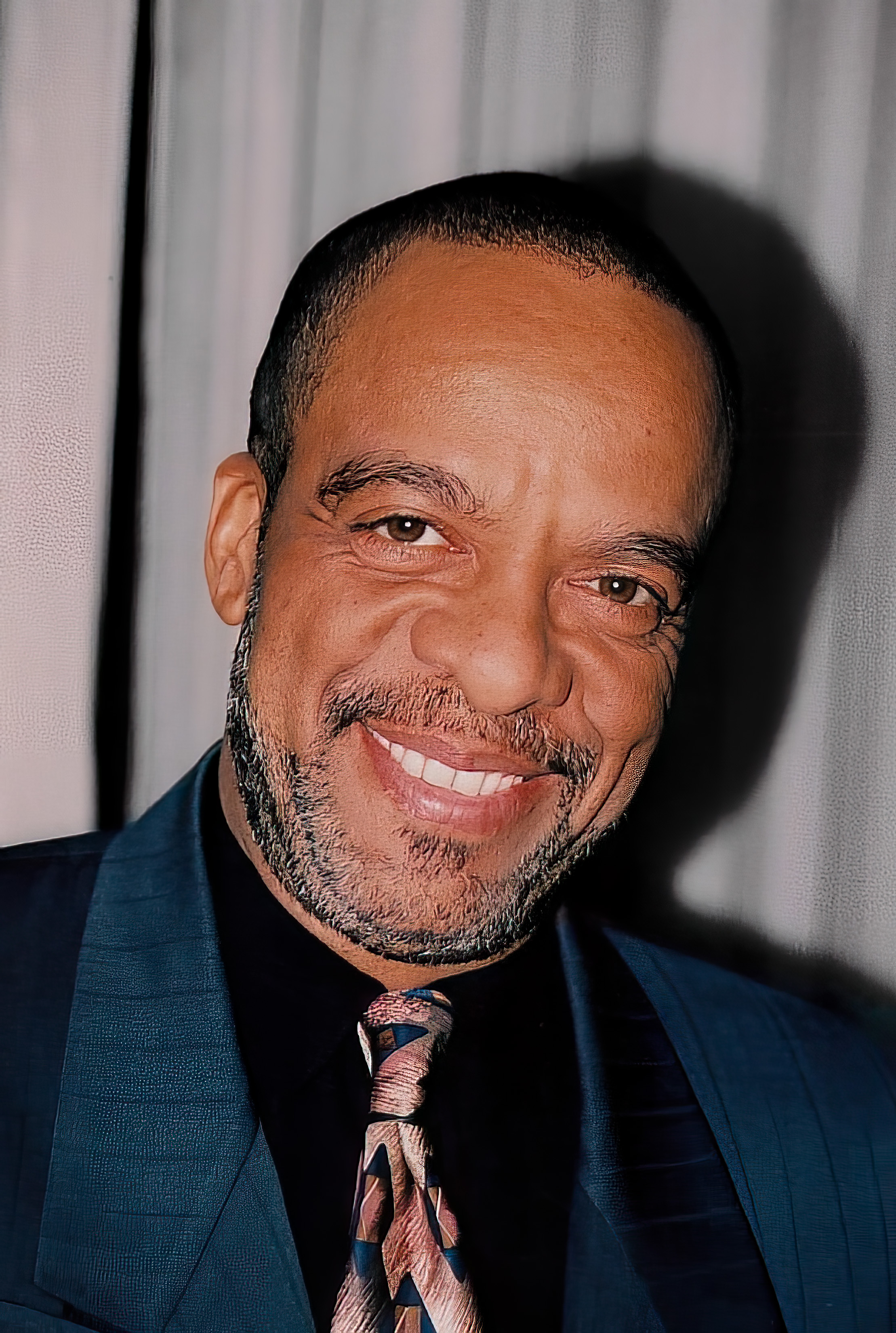
لوئیز-آندره-گابریل بوشلوئیز-آندره-گابریل بوش

گراور واشینگتن جونیور (انگلیسی: Grover Washington Jr.; ۱۲ دسامبر ۱۹۴۳ – ۱۷ دسامبر ۱۹۹۹) موسیقی‌دان و ساکسیفون‌نواز سبک‌های جاز فانک و سول جاز اهل ایالات متحده آمریکا بود. او بین سال‌های ۱۹۷۱ تا ۱۹۹۹ میلادی فعالیت می‌کرد و به‌همراه جورج بنسون، دیو گروسین، هرب آلپرت و شماری دیگر، از پایه‌گذاران سبک جاز نرم به‌شمار می‌آید.